# Стронати, Патрицио
Патрицио Стронати (чеш. Patrizio Stronati; род. 17 ноября 1994, Глучин) — чешский футболист, защитник клуба «Академия Пушкаша» и сборной Чехии.
Патрицио родился в семье чешки и итальянца.

## Клубная карьера
Стронати начал карьеру в клубе одного из низших дивизионов Чехии «Глучин». В 2013 году Патрицио перешёл в «Баник» из Остравы. 15 апреля в матче против «Млада-Болеслав» он дебютировал за новую команду в Гамбринус лиге. 27 сентября 2014 года в поединке против «Богемианс 1905» Стронати забил свой первый гол за «Баник». В начале 2015 года Патрицио перешёл в венскую «Аустрию». 21 февраля в матче против «Альтаха» он дебютировал в австрийской Бундеслиге. В этом же поединке Стронати забил свой первый гол за «Аустрию».
В начале 2017 года Патрицио для получения игровой практики на правах аренды вернулся на родину в «Млада-Болеслав». 19 февраля в матче против «Карвины» он дебютировал за новую команду.

## Международная карьера
В 2017 году в составе молодёжной сборной Чехии Стронати принял участие в молодёжном чемпионата Европы в Польше. На турнире он был запасным и на поле не вышел.
16 ноября 2022 года в товарищеском матче против сбороной Фарерских островов дебютировал за сборную Чехии, выйдя на замену и забив мяч..

## Статистика выступлений за сборную
| Матчи за сборную Чехии | Матчи за сборную Чехии | Матчи за сборную Чехии | Матчи за сборную Чехии | Матчи за сборную Чехии | Матчи за сборную Чехии | Матчи за сборную Чехии |
| ---------------------- | ---------------------- | ---------------------- | ---------------------- | ---------------------- | ---------------------- | ---------------------- |
| №                      | Дата                   | Оппонент               | Счёт                   | Голы                   | Соревнование           |                        |
| 1                      | 16 ноября 2022         | Фарерские острова      | 5:0                    | 1                      | Товарищеский матч      |                        |
| 2                      | 19 ноября 2022         | Турция                 | 1:2                    | -                      | Товарищеский матч      |                        |
| 3                      | 20 июня 2023           | Черногория             | 4:1                    | -                      | Товарищеский матч      |                        |
| 4                      | 10 сентября 2023       | Венгрия                | 1:1                    | -                      | Товарищеский матч      |                        |